# Thera bellisi
Thera bellisi är en fjärilsart som beskrevs av Jaan Viidalepp 1977. Thera bellisi ingår i släktet Thera och familjen mätare. Inga underarter finns listade i Catalogue of Life.